# Абатуар: Лабіринт страху
Абатуар: Лабіринт страху (англ. Abattoir) — американський фільм жахів 2016 року режисера Даррена Лінна Боусмана.

## Сюжет
Джулія — молода дівчина, яка пережила страшне горе: вся сім'я її сестри була жорстоко вбита. Через деякий час, повернувшись до рідного дому, вона виявляє, що кімната, в якій сталася трагедія, зникла. Пізніше дівчина з'ясовує, що подібне сталося і з іншими будинками, в яких відбулися жахливі події. В цей час, в загубленому на карті місці, хтось будує справжнісіньке пекло на землі у вигляді лабіринту зі страшних кімнат, населених примарами. Джулія захотіла розгадати таємницю смерті своїх рідних, і єдиний спосіб зробити це — увійти в жахливий будинок і спробувати пройти всі пастки.

## У ролях
| Актор            | Роль             |
| ---------------- | ---------------- |
| Джессіка Лоундес | Джулія           |
| Джо Андерсон     | Деклан Грейді    |
| Дейтон Каллі     | Джебедая Крон    |
| Лін Шей          | Еллі             |
| Джекі Таттл      | Аманда           |
| Майкл Паре       | Річард Реншоу    |
| Джон Макконнелл  | шериф МакДермотт |
| Джей Лароуз      | Кайл             |